# Alci Sánchez
Alci Sánchez († 19. Juni 1998 in Caracas) war ein venezolanischer Sänger dominikanischer Herkunft. 

## Leben und Wirken
Sánchez kam 1947 nach Venezuela und versuchte sich zunächst als Boxer. Er wurde dann Solosänger bei Billo Frómetas Caracas Boys. In den Programmen Fiesta Fabulosa und A gozar muchachos von Radio Caracas trat er mit dem Orquesta de Planta de la Emisora und den Caracas Boys auf. Mit beiden Ensembles spielte er Plattenaufnahmen ein, 1948 oder 1949 entstand mit den Caracas Boys die Platte Canto Indio u. a. mit Diógenes Silvas Song Mayba.
Er wurde später als Solist von den Ensembles Francisco Cristancho Camargos, Sancho Fernandez’ und anderer begleitet. Mit der Gruppe Sans Souci nahm er drei LPs auf, auf denen er u. a. Placido Acevedos Bolero Boda Gris sang. 1960 spielte er mit dem Orchester des Kubaners Eduardo Cabrera beim Label Sonus eine LP auf, im Folgejahr entstanden beim Label Reina zwei weitere LPs mit den Orchestern von Porfi Jimenez und von Pedro J. Belisario.